# 小行星24713
小行星24713（24713 Ekrutt）是一颗绕太阳运转的小行星，为主小行星带小行星。该小行星于1991年9月发现。

## 轨道参数
小行星24713的轨道半长轴为349 260 543 km（2.3346293 UA），离心率为0.227。